# 交響曲第2番 (ウェーバー)
交響曲第2番 ハ長調 J.51は、カール・マリア・フォン・ウェーバーが1807年に作曲した最後の交響曲。青年期に生み出された作品であるが故に、コンサートなどで演奏されることは極端に少なく、知名度も低い。

## 概要
前作の交響曲第1番と同じく当時20歳のウェーバーが作曲した若書きの作品で、カールスルーエ（ヴュルテンベルク王国）のフリードリヒ・オイゲン・フォン・ヴュルテンベルク公爵の管弦楽団の指揮者を務めていた時期に、この管弦楽団のために書かれた2曲の交響曲のうちの2番目の作品である。第2番ではハイドンを好んでいた公爵の好みが反映されている。
経過として1807年1月22日に作曲を開始し、驚異的な早さで1月28日に全体を完成させている。初演は同年にカールスルーエの宮廷で行われたが、第1番と同じく正確な日付については明記されていないため不明である。またこれ以降ウェーバーは交響曲を作曲しなかったが、これはこの年の2月にナポレオン率いる軍によって同地が戦禍と化したため、楽団が解散してしまったことが原因である。
この交響曲では唯一誰にも献呈されず、また作品番号（Op.）を与えていない。

## 楽器編成
フルート、オーボエ2、ファゴット2、ホルン2、トランペット2、ティンパニ、弦五部

## 構成
全4楽章から構成され、演奏時間は約25分である。
第1楽章 アレグロ（ハ長調、4分の3拍子）
- ソナタ形式。内容的にはオペラの序曲に近いものとなっている。

第2楽章 アダージョ・マ・ノン・トロッポ（ヘ長調、4分の4拍子）
- 自由な変奏曲形式による緩徐楽章。

第3楽章 メヌエット.アレグロ - トリオ（ハ短調、4分の3拍子）
- 三部形式。スケルツォに近い面も見せる。トリオはハ長調。

第4楽章 フィナーレ スケルツォ.プレスト（ハ長調、4分の3拍子）
- 自由な三部形式。休止の活用、断片的な動機の利用、急速なテンポなどが随所に使用される。